# Grippe espagnole au Canada
 (Août 2025).
La mise en forme du texte ne suit pas les recommandations de Wikipédia : il faut le « wikifier ».
Les points d'amélioration suivants sont les cas les plus fréquents. Le détail des points à revoir est peut-être précisé sur la page de discussion.
- Les titres sont pré-formatés par le logiciel. Ils ne sont ni en capitales, ni en gras.
- Le texte ne doit pas être écrit en capitales (les noms de famille non plus), ni en gras, ni en italique, ni en « petit »…
- Le gras n'est utilisé que pour surligner le titre de l'article dans l'introduction, une seule fois.
- L'italique est rarement utilisé : mots en langue étrangère, titres d'œuvres, noms de bateaux, etc.
- Les citations ne sont pas en italique mais en corps de texte normal. Elles sont entourées par des guillemets français : « et ».
- Les listes à puces sont à éviter, des paragraphes rédigés étant largement préférés. Les tableaux sont à réserver à la présentation de données structurées (résultats, etc.).
- Les appels de note de bas de page (petits chiffres en exposant, introduits par l'outil «  Source ») sont à placer entre la fin de phrase et le point final[comme ça].
- Les liens internes (vers d'autres articles de Wikipédia) sont à choisir avec parcimonie. Créez des liens vers des articles approfondissant le sujet. Les termes génériques sans rapport avec le sujet sont à éviter, ainsi que les répétitions de liens vers un même terme.
- Les liens externes sont à placer uniquement dans une section « Liens externes », à la fin de l'article. Ces liens sont à choisir avec parcimonie suivant les règles définies. Si un lien sert de source à l'article, son insertion dans le texte est à faire par les notes de bas de page.
- La présentation des références doit suivre les conventions bibliographiques. Il est recommandé d'utiliser les modèles {{Ouvrage}}, {{Chapitre}}, {{Article}}, {{Lien web}} et/ou {{Bibliographie}}. Le mode d'édition visuel peut mettre en forme automatiquement les références.
- Insérer une infobox (cadre d'informations à droite) n'est pas obligatoire pour parachever la mise en page.

Pour une aide détaillée, merci de consulter Aide:Wikification.
Si vous pensez que ces points ont été résolus, vous pouvez retirer ce bandeau et améliorer la mise en forme d'un autre article.
À la fin de la Première Guerre mondiale, le Canada et le Québec sont frappés, comme le reste du monde, par une épidémie d’influence, dite grippe espagnole. Entre les années 1918 et 1920, ce virus de type H1N1 porte un bilan de mort plus important que celui de la Grande Guerre.  Au Canada, même les régions éloignées du Grand Nord sont touchées. Dans les médias, une comparaison est établie avec la peste noire pour qualifier l’importance de cette pandémie.
Alors qu’à l’époque l’Espagne est accusée d’être le foyer de la maladie, des études récentes démontrent que son origine provient principalement des soldats américains envoyés au front en Europe. La propagation de l’influence de 1918 et 1920 au Canada amène les dirigeants politiques et les autorités de l’Église à élaborer des solutions pour diminuer son impact sur la population. Au Québec, les régions sont touchées à différents niveaux. Plusieurs villes comme Victoriaville, Drummondville, Montréal et Québec, sont des foyers imposants de propagation. Plusieurs enjeux politiques sont au cœur de la crise. De leur côté, les médias jouent un rôle important sur le plan social où des spéculations et des théories de remèdes inusités marquent l’imaginaire de la population.

## L'origine de la grippe espagnole
Le virus de l’influenza est arrivé en avril 1918. Alors que la guerre se continue sur le continent européen, plusieurs spéculations de l’origine de la grippe voient le jour. Au départ, les médias français croyaient que le virus provenait de l’Asie. Des études récentes montrent cependant que la grippe espagnole serait originaire des camps militaires du Middle West américain. Le patient zéro aurait été diagnostiqué le 4 mars 1918 dans le camp militaire de Funston au Kansas. Les traces relatant les débuts de la pandémie restent vagues et l’évènement est peut documenté puisque dans les débuts, la grippe espagnole n’est pas meurtrière. Après la première vague d’avril 1918, une seconde vague frappe l’Europe à la fin du mois d’août. Le virus ne se propage plus uniquement au sein de l’armée, mais également dans la population. Le taux de mortalité est de 5‰, ce qui est cinq fois plus élevé que la grippe « Russe » qui a fait rage au siècle précédent en 1889 et 1890. Une des raisons de la propagation rapide du virus est la désorganisation des mesures sanitaires employée durant la guerre. En effet, les soldats malades étaient renvoyés dans leur pays d’origine. La grande mobilisation des troupes et les mouvements d’une grande quantité de soldats autour du globe alourdit le bilan des cas à l’échelle mondial. En raison de la guerre, avec un ratio d’en moyenne d’un médecin pour environ 200 hommes dans les armées alliées, les pays sont en pleine pénurie de médecins et de corps médical pour venir en aide à la population civile afin de faire face à la maladie.

### La censure militaire
Au cours du XVIIIe siècle, l’évolution de la force de frappe des armées vient modifier les caractères des conflits entre les nations. L’issue des combats n’est plus du ressort de la supériorité en nombre d’une armée, mais plutôt de la mobilisation des troupes sur le plan physique et psychologique des populations en guerre.  Les médias viennent jouer un rôle de justification des guerres modernes en amenant un sentiment nationaliste dans leurs communiqués à la population. Il s’agit d’un pouvoir de sensibilisation assez important qui amène des populations entières à se mobiliser pour participer à l’effort de guerre. Bien que les médias puissent exercer une telle influence sur les populations de sorte à rendre l’effort de guerre plus efficace, il n’en reste pas moins qu’ils peuvent amener certains dangers pour les stratégies militaires. C’est pourquoi, durant la Première Guerre mondiale, les gouvernements appliquaient une censure sur les médias de masse pour éviter de dévoiler des secrets militaires. La censure est utilisée comme stratégie militaire qui vise le contrôle des médias sur des sujets qui pourraient être néfastes aux pratiques militaires. Il n’était donc pas possible de critiquer les autorités militaires ou de divulguer de l’information compromettante à caractère militaire.

### L'étymologie du terme de grippe espagnole
Cette censure militaire présente au cours de la Première Guerre mondiale est à l’origine du nom désigné pour la grippe espagnole. Tous les médias des pays alliés ne pouvaient faire mention du virus. Il était interdit de mentionner le nombre de cas et les nombres de morts au sein des soldats. En France, les médias parlaient de la grippe espagnole puisqu’il s’agissait du premier pays à en faire mention dans ses journaux. En effet, l’Espagne était un pays neutre durant la Première Guerre mondiale et elle n’était pas contrainte à la censure militaire. Tout dépendant de la région du monde où le virus était mentionné, les appellations diffèrent. En France, il est question de la grippe espagnole, en Espagne il est mentionné qu’il s’agit de la grippe française et la Russie fait référence à la grippe chinoise. En fait, la provenance de la maladie était difficilement repérable à l’époque. Au Canada, les médias mentionnent principalement le terme de grippe espagnole ou de l’influenza. 

## La grippe espagnole au Canada

### Le Canada et la réponse à la pandémie
Malgré les premières éclosions dispersées dans le pays, la propagation à grande échelle de la grippe espagnole causa un choc important à l’État canadien et à sa structure administrative. La conséquence fut une incapacité des unités administratives locales à réagir promptement et habilement à la crise. Les autres provinces canadiennes imposèrent des mesures similaires à celles du Québec : quarantaine obligatoire, isolement, placardage des résidences infectées et réquisition de lieux publics pour établir des hôpitaux improvisés.

#### Propagation de la maladie par l'effort de guerre canadien
La grippe espagnole a longtemps été associée aux conditions difficiles auxquelles les soldats devaient faire face durant la Première Guerre mondiale. Dans les tranchées, les hommes vivaient durement et étaient confronté au froid, à une mauvaise alimentation et à une mauvaise hygiène. C’est pourquoi, à l’époque les autorités militaires et les médias associaient le retour des troupes à l’infection de l’influenza. Contrairement aux croyances populaires, la grippe espagnole ne s’est pas propagée de l’Europe vers le Canada. Elle est plutôt arrivée avec les corps expéditionnaires américains qui passaient par le port de Montréal et d’Halifax pour se rendre en Europe. À la fin de l’année 1918, le gouvernement canadien voulait augmenter son effort de guerre en déployant ses troupes en Sibérie. Bien qu’il ne s’agissait pas d’un effet de guerre destiné au front européen pour la Première Guerre mondiale, mais plutôt à freiner les soviétiques qui était sorties victorieux de la révolution de 1917, ce nouvel effort de guerre amène une mobilisation plus massive des troupes canadiennes, ce qui accentue la propagation du virus. 
Les politiques militaires canadiennes ont également contribué à l’éclosion de l’influenza au sein de la population civile. En effet, l’organisation militaire était principalement orientée en fonction de la conscription. Les jeunes hommes devaient se présenter dans les bases militaires et faire leur service militaire. Ainsi, il y avait une forte interaction entre le monde militaire et la population civile. L’armée visitait de petites villes pour le recrutement et les soldats participaient à certaines célébrations ou à des évènements qui étaient également fréquentés par des civils. La maladie s’est donc facilement transmise entre le monde militaire et le monde civil.
L’effort de guerre canadien a principalement été mis de l’avant au détriment de la gestion de la pandémie de la grippe espagnole. Certaines mesures ont été prises pour diminuer les risques de contamination, mais le premier ministre de l’époque, Robert Borden, ne s’est attardé à la maladie une fois les troupes furent affectées sévèrement. Les mesures de protection des troupes canadiennes contre les sous-marins allemands étaient la priorité du premier ministre Borden. Cette initiative, à la base stratégique, a cependant permis de prévenir la propagation de la maladie. Le gouvernement canadien ne désirait pas que les soldats utilisent les ports du pays pour leur retour de l’Europe. Cependant, l’effort de guerre était la priorité dans la politique canadienne. Elle ne consistait pas uniquement à mobiliser le plus de troupes, mais les industries, l’agriculture et la société canadiennes avaient comme objective de remporter la guerre. Les mesures pour soutenir l’effort de guerre comme la vente des bonds de la victoire et le recrutement sont rapidement entrés en conflit d’intérêts avec les mesures de gestion de la crise sanitaire. Cependant, en 1919, le gouvernent fédéral met en place de nouvelles structures administratives qui deviendra le ministère de la santé du Canada.

## La grippe espagnole au Québec

### L'arrivée de la grippe dans la province
À l’époque, le Conseil supérieur d’hygiène de la province de Québec (CSHPQ) rapportait plus de 530 000 cas de grippe espagnole à l’automne 1918 ainsi que 13 880 décès liés à ce virus. À l’échelle de la planète, ce sont plus de 100 millions de personnes, dont au moins 50 000 Canadiens qui sont morts de ce virus.
La province de Québec a connu deux vagues de grippe espagnole autrement connue sous le nom d’influenza. La première vague, qui fut plus virulente que la seconde, débuta en septembre 1918 pour se terminer en décembre de la même année. Cette première vague au Québec n’est pas du même ordre que celle vécue sur le reste de la planète, car celle-ci a débuté au printemps 1918 aux États-Unis pour ensuite se développer en Europe dans le contexte de la Première Guerre mondiale. La deuxième vague de la grippe espagnole au Québec eut lieu en 1920, de février jusqu’au printemps, c’est-à-dire en avril.
Les données d’époque disponibles indiquent que la pandémie au Québec aurait commencé dans le camp militaire Saint-Jean à Saint-Jean-sur-Richelieu ainsi que par l’entraînement de troupes américaines en Ontario au début de l’été 1918 Cependant, d’autres données indiquent que le virus se serait propagé à l’automne par l’arrivée de troupes blessées rapatriées de Grande-Bretagne par bateaux à Halifax en Nouvelle-Écosse en septembre, troupes qui amenèrent le virus avec elles lors de leur retour à la vie civile,. Les spécialistes ne sont pas parvenus à un consensus en la matière.

### Les régions les plus touchées
Durant les années de la pandémie de grippe espagnole, le Québec n’était pas administré en région, mais en comtés et en cités. Les comtés les plus durement touchés (nombre de cas déclarés) en 1918 et situés sur la Rive-Sud du fleuve Saint-Laurent sont les suivants : Arthabaska (14 431), Bagot (7 710), Drummond (5 914), Nicolet (9 631), Richmond (7 288), Sherbrooke (11 682), Wolfe (5 962) et Yamaska (8 271). Pour ce qui est des comtés de la Rive-Nord du fleuve Saint-Laurent, ce sont les comtés de Charlevoix (7 655), du Lac Saint-Jean (14 076) et Montmorency (5 087) qui ont été les plus touchés lors de la première vague de la pandémie en 1918.

#### Les mesures sanitaires
Depuis l’adoption de l’Acte de l’Amérique du Nord britannique en 1867, aussi connue comme la Loi constitutionnelle, la distribution des pouvoirs entre l’État fédéral et les provinces prévoit que la gestion de la santé et services publics liés à celle-ci soit gérée par les provinces. Dès lors, les provinces établissent des politiques différentes les unes des autres. Les mesures sanitaires établies par la province de Québec ont été influencées par la gravité des situations locales, c’est-à-dire par les municipalités ainsi que par les institutions provinciales.
À Sherbrooke, le 3 octobre 1918, le bureau d’hygiène local prit la décision de fermer les lieux publics tels les écoles, les collèges et tous les lieux d’amusements. Une interdiction de réunions publiques fut imposée avec une participation de la police dans la dispersion de tels évènements. Les villes de Québec, Saint-Hyacinthe, Hull, Westmount et Trois-Rivières imposèrent des mesures similaires une semaine après Sherbrooke. 
Ce n’est que lorsque la pandémie s’installa dans la ville de Montréal que des mesures dites antiépidémiques furent instaurées par le CSHPQ avec l’octroi de pouvoirs extraordinaires pour faciliter leur implantation. Les écoles privées et publiques ainsi que les lieux de rassemblements publics durent fermer, tout comme les tribunaux et les magasins à rayons à partir de 16 h 00.